# Jestina Mukoko

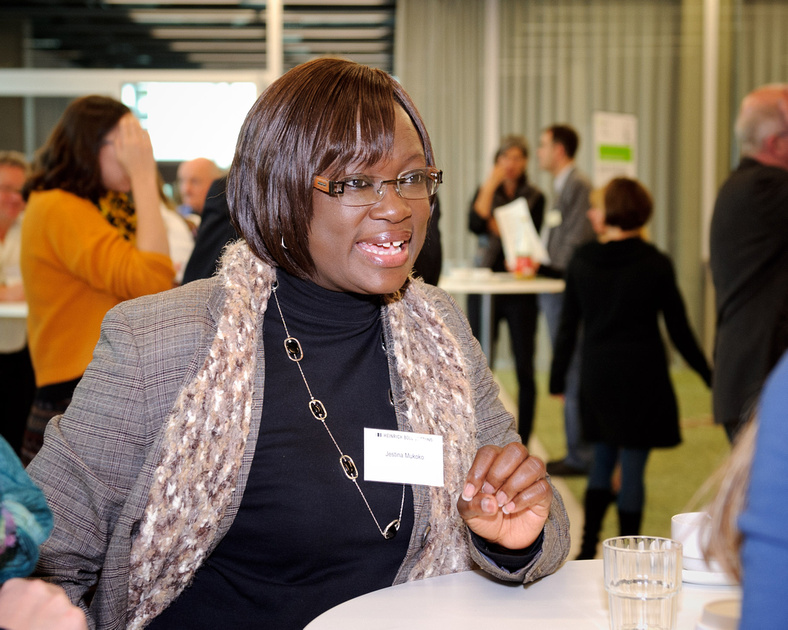
Jestina Mukoko, 2011

Jestina Mukoko ist eine simbabwische Menschenrechtsaktivistin. Sie ist Direktorin des Zimbabwe Peace Project (ZPP).

## Leben
Die ausgebildete Journalistin und frühere Nachrichtensprecherin der Zimbabwe Broadcasting Corporation arbeitet für das Zimbabwe Peace Project, eine im Jahr 2000 mit finanzieller Unterstützung der niederländischen und der kanadischen Regierung gegründete Organisation, deren Berichte über die Situation im Land von afrikanischen und westlichen Botschaften in Harare zur vertraulichen Auswertung im diplomatischen Schriftverkehr verwendet werden.
Mukoko sammelte Beweise gegen das Regime von Präsident Robert Mugabe und baute ein Netzwerk von Menschenrechtsaktivisten auf.
Mukoko wurde am 3. Dezember 2008 von etwa 15 bewaffneten Männern aus ihrem Haus in Norton entführt. Oppositionelle gehen davon aus, dass die Regierungspartei hinter der Entführung steckt. Nach Aussage ihres 15-jährigen Sohnes haben sich die Bewaffneten als Polizisten ausgegeben. In den Tagen nach Mukokos Entführung wurden auch die Aktivisten Zacharia Nkomo, Brodrick Takawira, Pascal Gonzo und Gandhi Mudzwinga entführt.
Mukoko und einige weitere Mitstreiter müssen sich seit Anfang Januar 2009 vor einem Gericht in Harare wegen Verschwörung zum Putsch verantworten.  Sie sollen unter anderem den Sturz von Präsident Robert Mugabe geplant und bereits erste Vorbereitungen, unter anderem die Rekrutierung von Personen und deren militärische Ausbildung in Botswana, getroffen haben.  Derzeit befindet sie sich im Hochsicherheitsgefängnis Chikurubi.
Nachdem bereits im Rahmen der Gerichtsverhandlungen gegen Mukoko Ende 2008 verschiedene Gerichte deren Freilassung angeordnet hatten, ohne dass die Polizei diesen Forderungen nachkam, wurde die Menschenrechtsaktivistin am 5. März 2009 aus der Haftanstalt entlassen. Während der Haft wurde sie wiederholt Folterungen ausgesetzt, wobei die medizinische Versorgung mehrfach von Behörden untersagt wurde.
Am 10. Dezember 2009, dem internationalen Tag der Menschenrechte, wurde der Menschenrechtspreis der Stadt Weimar an Jestina Mukoko und Sonja Biserko aus Serbien verliehen. Im Rahmen der Initiative „Parlamentarier schützen Parlamentarier“ des Deutschen Bundestages bemüht sich die Abgeordnete Marina Schuster um Mukoko.
2010 wurde Mukoko für ihr Engagement mit dem International Women of Courage Award ausgezeichnet.